# The Daddy of Them All
The Daddy of Them All é um curta-metragem de comédia mudo norte-americano, realizado em 1914, com o ator cômico Oliver Hardy.